# Trent Hills
Trent Hills (wcześniej Campbellford-Seymour, Percy, Hastings) – miejscowość (ang. town) w Kanadzie, w prowincji Ontario, w hrabstwie Northumberland, powstała w 2001 roku z połączenia gmin Campbellford-Seymour, Percy, Hastings.
Powierzchnia Trent Hills to 510,83 km². Według danych spisu powszechnego z roku 2006 Trent Hills liczy 12 247 mieszkańców (24,0 os./km²).